# Ashima (dikt)
Ashima förekommer i den episka dikten med samma namn från Kina där hon innehar huvudrollen som hjältinna och där hennes namn Ashima ordagrant betyder "dyrbarare än guld" 
Dikten visar att de mänskliga idealen slutligen kommer att ersätta mörker. Vänlighet och skönhet kommer så småningom att triumfera.
Dikten och historien om Ashima filmatiserades 1964. Skådespelerskan som spelar Ashima heter Likun Yang och skådespelaren som spelar rollen som Ahei heter Baosier och filmens regissör Qiong Liu.